# Concerto per pianoforte e orchestra n. 1 (Bartók)
Il Concerto n. 1 per pianoforte e orchestra, Sz. 83 è una composizione di Béla Bartók.

## Storia
Il Primo Concerto per pianoforte e orchestra viene composto da Bartók nel 1926, lo stesso  anno in cui furono create altre importanti opere pianistiche quali la Sonata, i Nove piccoli pezzi e la suite All’aria aperta; il genio del compositore ungherese, osserva Massimo Mila, si estendeva a «tutta la gamma delle possibilità concertistiche: dal grande pezzo di concerto solistico a quello con orchestra, sino a composizioni più frammentarie, a cui attingere magari persino i bis» . La maggior parte di questi lavori lascia intravedere un momentaneo accostamento di Bartók alla cosiddetta “tendenza neoclassica” che da Parigi esercitava in quel periodo una notevole influenza sul mondo della musica. È il caso, ad esempio, della Sonata per pianoforte che presenta alcune affinità con la Sonata composta due anni prima da Igor Stravinskij, specie per quanto riguarda la ferma scrittura contrappuntistica e modale. Nella stessa direzione della Sonata si muove il Primo Concerto, nel quale Bartók accentua il carattere di percussione con cui è brutalmente trattato il pianoforte; in questi lavori si avverte l’accostamento del musicista ungherese a un sommo maestro del passato che per lungo tempo gli era completamente estraneo: Johann Sebastian Bach. In proposito, nella lettera che scrisse al critico Edwin von der Nüll nel 1928, Bartók precisò: «Nella mia giovinezza il mio ideale di bellezza non era tanto la maniera di Mozart o di Bach, quanto quella di Beethoven». E aggiungeva: «Negli ultimi anni mi sono interessato molto anche a musica pre - bachiana, e credo che se ne possano scorgere le tracce, per esempio, nel Concerto per pianoforte e nei Nove piccoli pezzi». Tuttavia, pur applicandosi al culto della scrittura contrappuntistica, Bartók non parla mai per bocca di Bach o di Händel, né egli si piega (a differenza di altri grandi compositori suoi contemporanei come André Bloch, Jaroslav Vogel, William Walton, Casella o Petrassi) all’imitazione di forme e locuzioni antiche. Egli non scrive concerti grossi, né passacaglie, né partite e nemmeno pensa a parafrasare i Concerti Brandeburghesi. Pur servendosi di un linguaggio contrappuntistico, egli rimane un musicista moderno e non cessa mai di parlare in prima persona .

## Struttura
Il Primo Concerto per pianoforte fu composto tra l’agosto ed il novembre del 1926 e, per Paolo Petazzi, può essere considerato «come una personale risposta di Bartók a certe istanze diffuse nel clima culturale degli anni venti, dall’oggettivismo neoclassico al gusto per un saldo costruttivismo e per il contrappunto bachiano. Ma la poetica di Bartók  resta estranea al gusto ironico del “pastiche” e della “musica al quadrato”: nella sua aspra, severa, rigorosa concezione, il Concerto n. 1 rivela una compattezza ed una forza d’urto tutte proprie» . Per il suo autore, «dal punto di vista dell’orchestra è un pezzo eccezionalmente difficile»; in effetti l’opera appariva ancora a distanza di oltre quarant’anni dalla sua prima esecuzione - avvenuta nel luglio 1927 a Francoforte sul Meno sotto la direzione di Wilhelm Furtwängler (di solito non molto indulgente verso la musica moderna) e con Bartók al pianoforte - di un modernismo tale da sorprendere un pubblico non sufficientemente preparato , nonostante la tradizionale ripartizione in tre movimenti.
Bartók ha concepito il suo Primo Concerto con l’idea di trasformare la tecnica di scrittura del pianoforte secondo formule decisamente moderne e dai tratti essenzialmente nuovi. Al di fuori dell’alternanza classica tra il solista e l’orchestra, il compositore ungherese tenta in quest’opera ardita un’esplorazione del suono in sé anticipatrice delle future tendenze musicali. La tessitura grave è condotta in opposizione a frasi lineari acute, mentre la tecnica del pianoforte, per contro, si accorda alle percussioni. Ciascuno strumento dell’orchestra è investito di una funzione solistica, che assicura una ritmica dominante. 

## Allegro moderato - Allegro
L’introduzione al primo movimento presenta immediatamente alcuni dei caratteri essenziali del Concerto; in particolare emerge una cellula melodica elementare da cui trae origine gran parte del materiale dell’opera. Dopo le prime martellanti note del pianoforte (nel registro grave) con il sostegno dei timpani, il solista espone il primo tema, l’unico che presenti un profilo chiaramente delineato, mentre le idee successive hanno minore ampiezza e si presentano più come brevi nuclei motivici che come temi veri e propri. Giacomo Manzoni riconosce qui «il Bartók  “barbaro”, amante delle rudi dissonanze e delle brusche inflessioni cromatiche, scalpitante e nervoso nei ritmi come lo sanno essere solo le più sfrenate danze campagnole dell’Ungheria » . Benché sia ravvisabile nel movimento lo schema esposizione - sviluppo - ripresa della forma sonata, la logica che regge la costruzione si rivela assai differente da quella classica e combina ed elabora il materiale motivico all’interno di un serrato intreccio contrappuntistico, avvalendosi peraltro di frequente della tecnica dell’ostinato. 

## Andante - Allegro – attacca
Nel secondo movimento Bartók fa tacere gli archi, affidando l’introduzione a un dialogo tra il solista e gli strumenti a percussione che apre l’orizzonte a nuovi e sottili rapporti timbrici. Nella sezione centrale del movimento, ripartito secondo lo schema A - B - A', il pianoforte ripete un disegno ostinato che fa da sfondo a un passaggio in crescendo degli strumenti a fiato. “L’attacca” al successivo movimento si configura come un breve momento di transizione ed è singolare per l’intervento dei tromboni, il cui quasi caricaturale glissando sembra anticipare l’Intermezzo interrotto del Concerto per Orchestra.  

## Allegro molto
Nel terzo movimento, che si distingue dal precedente per la trascinante animazione ed il clima più vivace, Bartók ridà voce agli archi il cui ostinato fa da sfondo all’enunciazione del primo tema. Le idee successive, analogamente al primo movimento, non si configurano come temi veri e propri ma piuttosto come varianti di un unico nucleo. Si possono ravvisare relazioni tra il materiale tematico del primo e del terzo movimento, anche se non sistematicamente costruite come nel successivo Secondo Concerto per pianoforte. 